# Noah Valentyn
 (février 2019).
Si vous disposez d'ouvrages ou d'articles de référence ou si vous connaissez des sites web de qualité traitant du thème abordé ici, merci de compléter l'article en donnant les références utiles à sa vérifiabilité et en les liant à la section « Notes et références ».
 (février 2019).
Pour les articles homonymes, voir Valentyn.
Noah Valentyn, né le 30 avril 1986 à Naarden,, est un acteur néerlandais.

## Filmographie

### Cinéma et téléfilms
- 2000 : Goudkust (nl) : Samir Amarani
- 2002 : Costa! (nl) : Rafael
- 2003 : Loverboy : le garçon aux lunettes à la mode
- 2005 : Kitchen Paradise : Nordip Doenia
- 2005 : Jardins secrets : Amir
- 2014 : Hartenstraat (nl) : Rohit
- 2017 : Scar Tissue : Sami
- 2018 : Het leven is vurrukkulluk (nl) : Rachid